# Ludovic Balland
Ludovic Balland (né à Genève en 1973) est un designer et graphiste suisse. Il est renommé pour la création d'identités visuelles et le design éditorial.

## Biographie
Ludovic Balland a étudié la communication visuelle entre 1996 et 2000 à la Schule für Gestaltung Basel (École de design de Bâle), notamment auprès de Wolfgang Weingart. Parallèlement, il a travaillé comme indépendant avec des bureaux tels que Dalton Maag à Londres ou Müller+Hess à Bâle.
En 2002, il collabore avec Jonas Voegeli sous le nom The Remingtons, avant de créer en 2006 son propre bureau nommé Ludovic Balland Typography Cabinet.
Depuis 2011, Balland est membre de l'Alliance graphique internationale.

## Réalisations marquantes
Entre 2008 et 2011, le Musée d'art moderne de Varsovie l'engage pour revoir l'identité visuelle de l'institution. Balland développe un système graphique qui est utilisé pour des catalogues, des affiches et pour la signalétique. Il développe également l'identité du festival "Varsovie en construction", dont la première édition se tient en 2011. Le système visuel qu'il développe permet de concevoir une grande quantité d'affiches et flyers, des publicités pour le métro, et un journal. Une fonte originale est développée, dérivée de la signalétique routière de la ville de Varsovie. Elle sera publiée en 2017 sous le nom Next.
Entre 2012 et 2015, Balland réalise une nouvelle identité graphique pour le théâtre de Bâle.

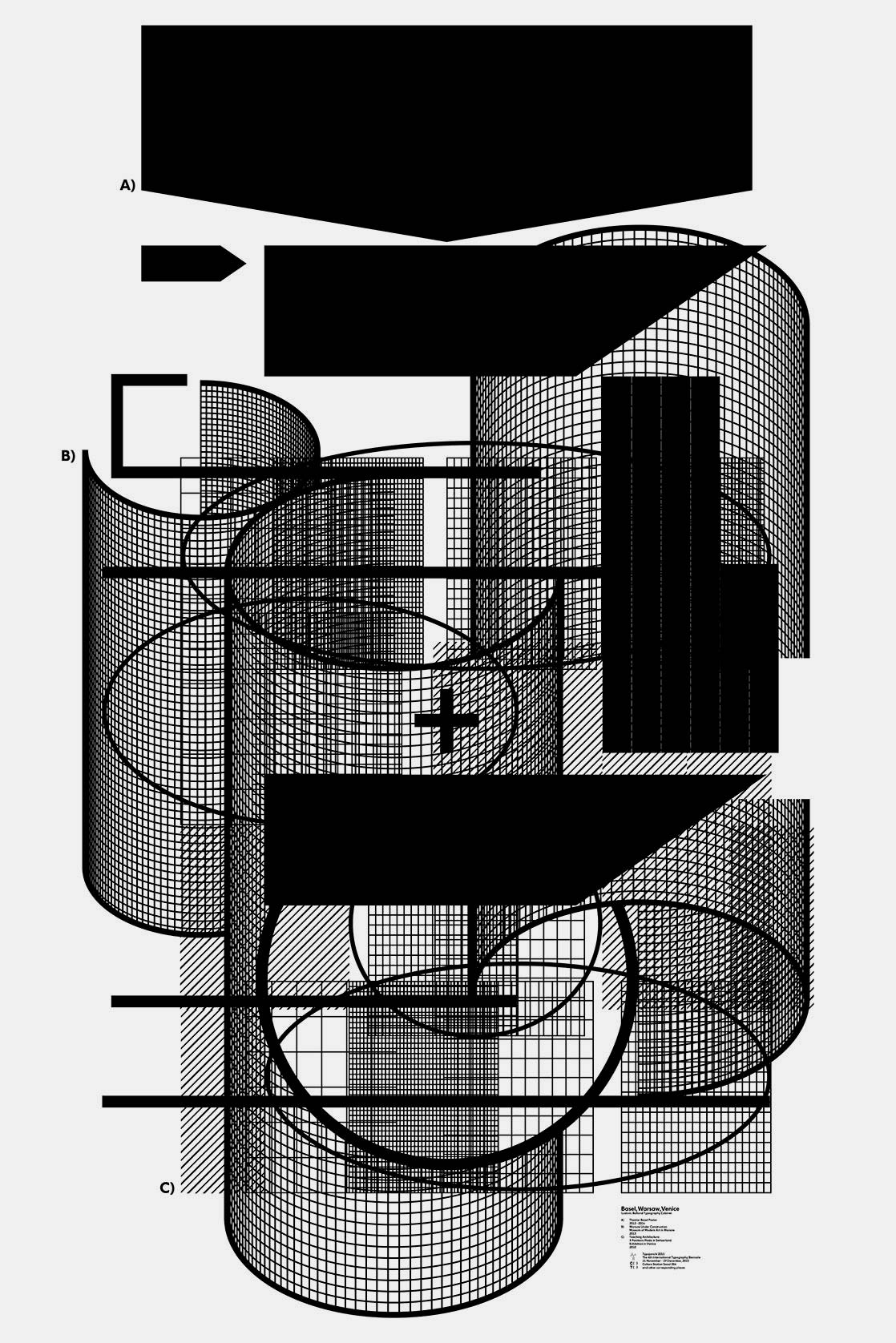
Travail réalisé en 2015, pour le concours d'affiches de la Biennale de typographie de Séoul, sur le thème "Ville et typographie" (City and Typography).

En 2009, son travail pour la revue Bremer lui vaut plusieurs prix de design. En 2014, il est chargé de la refonte du quotidien bâlois TagesWoche.

### The Day After Reading
Le projet The Day After Reading débute en 2014, sur une invitation à participer à l'exposition "All Possible Futures" au SOMArts Cultural Center de San Francisco. Balland se rend pour une semaine à San Francisco, et réalise des entretiens avec des habitants, les interrogeant sur leurs souvenirs de nouvelles lues la veille.
En 2016, en accompagnement des élections américaines, il réalise le projet The Day After Reading. Cette enquête donne lieu à de nombreux supports, notamment un site internet, un supplément pour le quotidien Le Temps, et finalement un livre publié en 2018.

### Enseignement
Ludovic Balland a enseigné à l'École cantonale d'art de Lausanne (ECAL) de 2003 à 2014. Responsable d’un cours pour la composition typographique et le design éditorial, il a également accompagné plusieurs travaux de diplômes et a participé à l’enseignement en Master Art Direction.
En 2008 il est nommé professeur invité pour une année à la Bauhaus-Universität Weimar, dans la section de communication visuelle.
Balland a donné un grand nombre de workshops dans des écoles de design en Europe et aux Etats-Unis, suivant la tradition de l’enseignement reçue de son professeur Wolfgang Weingart. L'on a notamment pu le retrouver à l'ABK – Staatliche Akademie der Bildenden Künste Stuttgart, à la section bâloise Gestaltung und Kunst de la Fachhochschule Nordwestschweig (FHNW), à la Staatliche Hochschule für Gestaltung Karlsruhe (HfG), à l'Universität der Künste Berlin, à la Hochschule für Künste Bremen (HFK Bremen), à l'Ecole nationale supérieure des beaux-arts de Lyon, à la Bauhaus-Universität Weimar ainsi qu'au California Institute of the Arts (Calarts) et au Otis College of Art and Design de Los Angeles.
De 2018 à 2020, Ludovic Balland a enseigné à la Hochschule für Grafik und Buchkunst (HGB).

## Fontes typographiques
Dans sa conception d'identités visuelles, Balland crée souvent des caractères typographiques originaux. Deux d'entre eux ont été par la suite commercialisés par la fonderie genevoise Optimo.

### Stanley
Stanley est une fonte typographique inspirée par Times New Roman. Le nom de la fonte fait référence à Stanley Morison, l'auteur de Times New Roman en 1932.
La fonte est publiée en 2012 par la fonderie Optimo, après avoir été en travail pendant une dizaine d'années. Yoann Minet, alors stagiaire dans l'atelier de Balland, collabore à la finalisation de la fonte.

### NEXT

Fonte de la signalétique routière de Pologne, qui a inspiré NEXT.

Cette fonte a été initiée en 2007 pour la communication visuelle du Musée d'art moderne de Varsovie. Elle est inspirée par une fonte vernaculaire, utilisée pour la signalétique routière par le Ministère des transports de Pologne, dessinée par Marek Sigmund. L'objectif de ce "redesign" est de maintenir un lien fort avec la culture visuelle de la ville de Varsovie.
Pendant dix ans, cette fonte est utilisée et testée par Balland pour des projets, comme le livre dédié à Michel Parmentier, ou les publications de la Documenta 14. En 2017, la fonte est éditée par la fonderie Optimo sous le nom NEXT.

## Prix et distinctions
- 2001, 2004, 2008, 2010, 2015 : lauréat du prix Les plus beaux livres suisses.
- 2003 : Prix fédéral du design, avec Jonas Voegeli, pour différentes réalisations sous le nom The Remingtons[22].
- 2009 : “Certificate of Typographic Excellence” du Type Directors Club New York.
- 2011 : Prix fédéral du design pour les travaux graphiques "StadtKino Basel" et "Teaching Architecture"[23].
- 2012 : Prix fédéral du design pour la communication visuelle du festival "Warszawa w budowie", Musée d'Art Moderne de Varsovie (en 2009 et 2011)[24].
- 2015 : Prix Jan Tschichold, en récompense des "réalisations remarquables dans le domaine de la conception graphique du livre"[25],[26].
- 2016 : Prix TDC Communication Design pour le site Internet Performance Process, réalisé pour le Centre culturel suisse, et pour le livre 30 ans à Paris[27].

## Livres primés
- 2008: Prix Les plus beaux livres suisses pour: Gerhard Mack (dir.), Herzog & De Meuron : 1997–2001, Birkhäuser, 2009, 352 p. (ISBN 978-3-7643-8639-9).
- 2010: Prix Les plus beaux livres suisses pour: ABC Teaching Architecture – 3 Positions Made in Switzerland, trois volumes édités par GTA publishers (Zurich) et Kaleidoscope Press (Milan). Également couronnés du "Ehrendiplom" du concours de la Fondation art du livre[28].
- 2014: Médaille d'or de la Fondation art du livre pour: Buchner Bründler – Bauten, GTA publishers,  (ISBN 978-3-85676-297-1), 2012, 336 p[29].
- 2015: Prix Les plus beaux livres suisses pour: Jean-Paul Felley et Olivier Kaeser (dir.), 30 ans à Paris, Paris, Centre culturel suisse et Les Editions Noir sur Blanc, 2016, 412 p. (ISBN 978-2-88250-395-4)[30].
- 2018: Prix Walter Tiemann pour: American Readers at Home, Scheidegger & Spiess, Zürich 2018, 548 p  (ISBN 978-3-85881-809-6)[31].

## Livres
- en tant qu'éditeur (éd.): Buchner Bründler. Buildings II. Park Books, Zurich 2022.  (ISBN 978-3-03860-251-4)
- Andreas Bründler, Daniel Buchner (éd.): Buchner Bründler. Buildings. gta Verlag, Zurich 2012 avec des contributions de Philipp Esch, Hélène Grimaud, Mat Hennek, Tibor Joanelly, Andreas Ruby, Thomas Wüthrich, Caspar Zellweger et des photographies de Iwan Baan, Mark Niedermann, Ruedi Walti et Dominique Marc Wehrli, conception: Ludovic Balland, Typography Cabinet
- Raphael Zuber (éd.): Important Buildings. Istituto Svizzero di Roma, Kaleidoscope Press, Milan 2010.  (ISBN 978-88-97185-01-7), conception: Ludovic Balland

## Liens
- Notices d'autorité :   - VIAF
  - ISNI
  - LCCN
  - GND
  - NUKAT
  - WorldCat
- Site personnel
- Rencontre avec Ludovic Balland[32]